# 3e division de Landwehr (Empire allemand)
Pour les articles homonymes, voir 3e division.
La 3e division de Landwehr est une unité majeure de l'armée prussienne pendant la Première Guerre mondiale .

## Composition

### Structure de guerre lors de la mobilisation en 1914
- 17e brigade d'infanterie de Landwehr
  - 6e régiment d'infanterie de Landwehr
  - 7e régiment d'infanterie de Landwehr
- 18e brigade d'infanterie de Landwehr
  - 37e régiment d'infanterie de Landwehr
  - 46e régiment d'infanterie de Landwehr
  - 1er régiment de cavalerie de Landwehr
  - 1re batterie de Landsturm du 5e corps d'armée
  - Compagnie de remplacement du 5e bataillon du génie

### Structure de guerre à partir du 18 octobre 1918
- 17e brigade d'infanterie de Landwehr
  - 6e régiment d'infanterie de Landwehr
  - 7e régiment d'infanterie de Landwehr
  - 46e régiment d'infanterie de Landwehr
  - 3e escadron du 4e régiment de dragons (pl)
- 130e commandement d'artillerie
  - 3e régiment d'artillerie de campagne de Landwehr
- 418e bataillon du génie
- 503e commandement divisionnaire du renseignement

## Calendrier de bataille
La division est formée sur le front de l'Est lors de la mobilisation du 2 août 1914 et y reste en action jusqu'en septembre 1918. Puis elle est transférée sur le front occidental dans les derniers mois de la guerre. Après l'armistice, l'unité rentre au pays, où elle est démobilisée et finalement dissoute en janvier 1919.

### 1914
- 24 août – Bataille de Nowe-Miasto
- 27 août – Bataille de Gielniow
- 29 août - Bataille de Novo-Radomsk
- 4 septembre - Bataille de Lipa-Niklas
- 5 septembre – Bataille de Ciszyca-Gorna
- 7 au 9 septembre – Bataille de Tarnawka
- 17 au 18 septembre - Bataille de Wola-Ranizowska
- 4 au 5 octobre - Batailles près d'Opatow et Radom
- 9 au 20 octobre – Bataille d' Ivangorod
- 21 au 24 octobre – Batailles sur la Pilica
- 22 au 28 octobre - Combats sur la Ravka
- 5 novembre au 15 décembre - Batailles près de Częstochowa
- 18 décembre – Bataille de Krasocin
- à partir du 19 décembre - Batailles sur la Lososina et la Czarna

### 1915
- jusqu'au 12 mai - Batailles sur la Lososina et la Czarna
- 13 mai – Bataille de Tumlin et Kuzniaki
- 14 mai – Bataille de Suchedniow
- 16 mai – Bataille de Mirzec et Wierzbica
- 17 mai – Bataille d'Osiny
- 18 mai au 16 juillet - guerre de tranchées près d'Ilza
- 17 juillet - Bataille révolutionnaire près de Sienno
- 18-19 juillet – Combats sur l’Ilzanka (pl)
- 20-21 juillet – Percée de l’idée d’Ivangorod à l’est de Zwolen
- 22 au 28 juillet - Combats de reconnaissance sur la Vistule
- 29 juillet – Traversée de la Vistule
- 30 juillet au 7 août – Combats sur la rive est de la Vistule autour de Maziejowice
- 8 au 18 août - Batailles de poursuite entre la Vistule et le Boug
- 19 au 24 août - Bataille de la Pulwa (de)-Nurzec
- 25 au 31 août – Batailles de poursuite sur la Bialowieska-Puszcza
- 1er au 12 septembre – Batailles sur l'Iasselda et la Zelwianka (de)
- 13 au 18 septembre – Bataille de Slonim
- 19-24 septembre - Combats sur le Haut Shchara-Servech
- à partir du 25 septembre - Guerre de tranchées sur le haut Shchara-Servech

### 1916
- Combats de tranchées sur le haut Shchara-Servech
- 3 au 29 juillet – Bataille de Baranovichi

### 1917
- au 14 décembre - Guerre de tranchées sur le haut Shchara-Servech
- 15-17 décembre – Cessez-le-feu
- à partir du 17 décembre – Cessez-le-feu

### 1918
- jusqu'au 18 février – Cessez-le-feu
- 18 février au 21 mars – Combats en soutien à l’Ukraine
- 22 mars au 21 septembre – Occupation du territoire de la Grande Russie
- 27 au 30 septembre - Combats sur le front Siegfried
- 1er au 17 octobre - Bataille défensive en Flandre
- 18 au 24 octobre – Combats d'arrière-garde entre l'Yser et le Lys
- 25 octobre au 1er novembre – Bataille de la Lys
- 2 au 4 novembre - Combats d'arrière-garde des deux côtés de l'Escaut
- 5 au 11 novembre - Batailles de retraite devant la position Anvers-Meuse
- à partir du 12 novembre – Évacuation du territoire occupé et marche vers le retour

## Commandants
| Grade           | Nom                                 | Date                                 |
| --------------- | ----------------------------------- | ------------------------------------ |
| Generalleutnant | Götz von König                      | 14 août au 16 décembre 1914          |
| Generalleutnant | Hermann Rieß von Scheurnschloß (de) | 17 décembre 1914 au 27 avril 1915    |
| Generalleutnant | Otto Chelius                        | 28 avril au 11 mai 1915              |
| Generalmajor    | Gustav von Arnim                    | 12 mai au 17 août 1915               |
| Generalmajor    | Wilhelm von Woyna                   | 18. August 1915 bis 18. Juni 1916    |
| Generalleutnant | Franz Adams                         | 19 juin 1916 au 17 mai 1917          |
| Generalleutnant | Alfred von Besser                   | 18 mai 1917 au 22 septembre 1918     |
| Generalmajor    | Franz Hermann Zierold               | 23 septembre 1918 au 12 janvier 1919 |